# Schiffsurfen
Unter Schiffsurfen (auch „Schiffe anschwimmen“ oder „pötten“ von Pott) versteht man das Heranschwimmen, Entern und kurze Mitfahren meist Jugendlicher auf Wasserfahrzeugen der Berufsschifffahrt. Der Begriff Schiffssurfen entstand – wohl in Anlehnung an das S-Bahn-Surfen – erst in den frühen 1990er-Jahren.
Im Gegensatz zum sogenannten S-Bahn-Surfen handelt es sich beim Schiffssurfen nicht um eine Mutprobe, sondern – je nach Sichtweise – um Tradition, Sport oder auch „lebensgefährliche Unsitte“. Tatsächlich ist das Anschwimmen von Schiffen mindestens bis in die 1950er-Jahre bezeugt.
Ursprünglich wurden die Zillen von Schleppzügen oder auch Flöße zum Mitfahren benutzt. Da hier nur ein oft weit vorausfahrender Schlepper existierte, konnte von einer Gefährdung der Schwimmer kaum gesprochen werden. Gefährlicher wurde es bei Aufkommen von Motorschiffen und Schubverbänden, da diese erheblich schneller fuhren. Entsprechend wurde und wird das Schiffe anschwimmen von der Wasserschutzpolizei verfolgt.
Quellen belegen das Anschwimmen von Schiffen für die Donau bei Wien, den Rhein bei Düsseldorf und die obere Havel zwischen Hennigsdorf und Oranienburg, den Rhein-Herne-Kanal sowie den Datteln-Hamm-Kanal, den Wesel-Datteln-Kanal und den gesamten Dortmund-Ems-Kanal zwischen Dortmund und Münster.